# Hans Steinhagen
Hans-Egon Steinhagen (* 21. Dezember 1939 in Neubrandenburg; † 20. März 2013 in Lindenberg) war ein deutscher Ingenieur und Buchautor.

## Leben
Steinhagen studierte von 1958 bis 1964 Hochfrequenztechnik und Mikrowellentechnik an der Technischen Hochschule Ilmenau. Anschließend wurde er Mitarbeiter am Aerologischen Observatorium Lindenberg. 1967 wechselte er in den Forschungsbereich des VEB Elektronische Rechenmaschinen (ab 1969 Kombinat Robotron) in Karl-Marx-Stadt (heute Chemnitz), wo er in der Folge verschiedene Leitungsfunktionen innehatte. Von 1971 bis 1974 erfüllte er einen Lehrauftrag für periphere Informationsverarbeitung an der Technischen Universität Dresden. 1974 promovierte Steinhagen an der Technischen Universität Dresden mit der Dissertationsschrift Methodische Grundlagen und Algorithmen für die Entwurfspraxis von Objektbeschreibungen erkennender Systeme. Anschließend kehrte er 1975 ans Meteorologische Observatorium Lindenberg zurück und übernahm die Leitung der Abteilung „Elektronische Systeme für aerologische Anwendungen“. 1991 wurde er Mitarbeiter und 1994 Leiter des Dezernats „Bodengebundene Fernerkundung“.
Nach seinem altersbedingten Ausscheiden im Jahre 2004 widmete er sich privaten wissenschaftshistorischen Studien. Schwerpunktmäßig beschäftigte er sich mit der Geschichte des Lindenberger Observatoriums und den Biografien bedeutender Wissenschaftler, die hier gearbeitet haben (Richard Aßmann, Arthur Berson, Hugo Hergesell, Max Robitzsch u. a.) sowie mit Heimatgeschichte.
Hans Steinhagen war Autor von über 40 wissenschaftlichen Zeitschriftenartikeln und mehreren Patenten. Er veröffentlichte vier Bücher. 2007 erhielt er für sein Buch Der Wettermann – Leben und Werk Richard Aßmanns den Paulus-Preis der Deutschen Meteorologischen Gesellschaft für die beste wissenschaftshistorische Arbeit in der Meteorologie der zurückliegenden drei Jahre im deutschsprachigen Raum.

## Werke
- Objekterkennung – Einführung in die mathematischen Methoden der Zeichenerkennung. Verlag Technik, Berlin 1976 (mit Siegfried Fuchs).
- Biografien der Leiter des Meteorologischen Observatoriums Lindenberg von 1905 bis 2005. Deutscher Wetterdienst, Offenbach/Main 2005, ISBN 3-88148-404-3.
- Der Wettermann – Leben und Werk Richard Aßmanns. Findling, Neuenhagen 2005, ISBN 3-933603-33-1.
- Max Robitzsch – Polarforscher und Meteorologe. VerlagsService OderSpree, Jacobsdorf/Mark 2008, ISBN 978-3-939960-06-5.
- Lindenberger Himmelsjäger – Miniaturen rund um das Observatorium. Arkana-Verlag, Göttingen 2011.